# Francesc Cambó
Francesc Cambó i Batlle, född 2 september 1876 i Verges, Katalonien (Spanien), död 30 april 1947 i Buenos Aires, Argentina, var en katalansk politiker och jurist. Han framträdde åren kring 1900 som en av de första förkämparna för katalanskt självstyre inom Spanien.
Cambó grundade och ledde det konservativa partiet Lliga Regionalista de Catalunya och var minister i två spanska regeringar. Han var även kulturmecenat och stödde både konstnärer och kulturella aktiviteter. Cambó översatte grekiska och latinska texter till katalanska.

## Biografi

### Tidiga år
Francesc Cambó föddes 1876 i Verges i comarcan Baix Empordà i nordöstra Katalonien. Han studerade vid Universitetet i Barcelona, där han 1896 tog examen i rättsvetenskap och året efter dito i filosofi och litteratur.

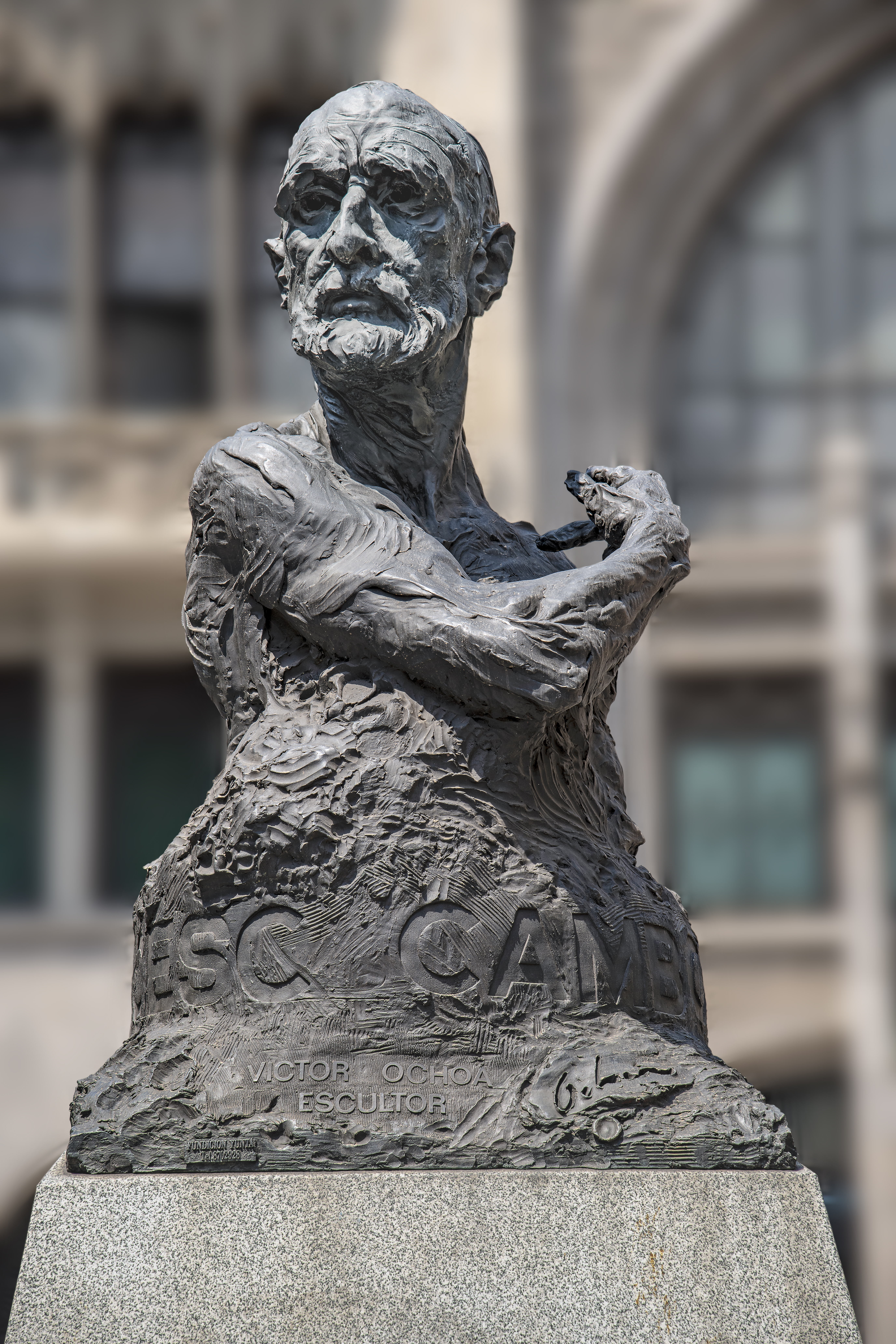
Francesc Cambó-skulptur av Victor Ochoa, placerad vid Via Laietana i Barcelona.

### Politisk karriär
1901 grundade han det konservativa partiet Lliga Regionalista de Catalunya ('Kataloniens regionalistiska liga'). Åren 1902–1906 satt han som deputerad i Barcelonas stadsfullmäktige – Ajuntament de Barcelona. Han blev 1907 riksdagsman, en plats han förlorade tre år senare.
Cambó framlade 1910 den katalanska stadgan för regionalt självstyre, som en lösning för det "katalanska problemet", men han måste därefter acceptera det mindre långtgående Katalanska samväldet (Mancomunicat de Catalunya; en union av de fyra katalanska provinserna). Katalanska samväldet leddes från starten 1914 av Enric Prat de la Riba.
Efter Enric Prat de la Ribas död 1917 blev Francesc Cambó ledare för Regionalistiska ligan. Han var minister i två spanska regeringar: 1918 som utvecklingsminister och 1921–22 som finansminister, båda gångerna med Antonio Maura som premiärminister. När kung Alfonso XIII i november 1918 ansåg att de frihetstörstande katalanerna skulle kunna få sin vilja igenom – bara den då rådande spanska krisen fick ett slut – trodde Cambó att Katalonien också skulle kunna få sin autonomi. Men i spanska parlamentet vann idén inget stöd, och premiärminister Maura uttryckte det hela som "Vad de än tycker om saken, så är katalanerna ändå spanjorer".
Efter Miguel Primo de Riveras statskupp 1923 drog Cambó sig tillbaka från politiken, men han återkom som de katalanska reginalisternas ledare 1927. 
1931, vid de första allmänna valen under Andra spanska republiken, misslyckades Cambó att vinna plats i Cortes. 1933 vann han dock inträde i parlamentet, ett mandat han behöll tills han förlorade det vid valen tre år senare.
Vid spanska inbördeskrigets utbrott befann sig Cambó utomlands. Till att började med stödde han inte Francisco Francos försök till maktövertagande, men av rädsla för att en socialistisk seger skulle leda till ett kommunistiskt Spanien valde han senare att ge Franco sitt stöd. Efter inbördeskrigets slut, då Cambó som katalansk kulturpersonlighet inte stod högt i kurs, valde han att bosätta sig i först Schweiz, därefter USA och sedan Argentina. Cambó avled 1947 i Argentinas huvudstad Buenos Aires.

### Kulturaktiviteter
Francesc Cambó stödde många konstnärliga och kulturella aktiviteter, som 1922 års översättning av Bibeln till katalanska. Cambó skrev ett antal böcker, inklusive Les Dictadures och Per la concórdia – båda från 1929.
1914 var Cambó del av den arrangörskommitté som i slutändan ledde fram till 1929 års världsutställning i Barcelona.

## Källhänvisningar
1. 1 2 3  "Francesc Cambó i Batlle". Enciclopedia.cat. Läst 13 oktober 2014. (katalanska)
2. 1 2  Borja de Riquer i Permanyer (2011/2012)"Francesc Cambó : una biografia necesaria y compleja". Ccec.revues.org. Läst 13 oktober 2014. (spanska)
3. ↑  "Francesc Cambó". Biografiasyvidas.com. Läst 13 oktober 2014. (spanska)
4. ↑  Massot, Josep (2013-07-02): "Las relaciones de Alfonso XIII y Francesc Cambó". Arkiverad 26 oktober 2014 hämtat från the Wayback Machine. Lavanguardia.com. Läst 13 oktober 2014. (spanska)

- Svensk uppslagsbok, Lund 1930